# Рубано
Рубано (італ. Rubano, вен. Rubano) — муніципалітет в Італії, у регіоні Венето, провінція Падуя.
Рубано розташоване на відстані близько 400 км на північ від Рима, 45 км на захід від Венеції, 8 км на захід від Падуї.
Населення — 16 120 осіб (2014).
Щорічний фестиваль відбувається 13 червня (Sant'Antonio da Padova). Покровителька — Богородиця Небовзята (capoluogo), Santa Maria e San Teobaldo (Bosco), San Fidenzio (Sarmeola), Sant'Antonio da Padova (Villaguattera).

## Демографія
Населення за роками:

Станом на 1 січня 2023 року в муніципалітеті офіційно проживало 1666 іноземців з 76 країн, серед них 671 громадянин країн Євросоюзу та 46 громадян України.

## Сусідні муніципалітети
- Местрино
- Падуя
- Сакколонго
- Сельваццано-Дентро
- Віллафранка-Падована